# Никольское (сельское поселение, Рамешковский район)
Се́льское поселе́ние Нико́льское (карел. Mikol’skoin kyläkunda) — упразднённое муниципальное образование в составе Рамешковского района Тверской области. На территории поселения находились 14 населённых пунктов — 1 село и 13 деревень.
Центр поселения — село Никольское.
Законом Тверской области от 5 апреля 2021 года № 18-ЗО к 17 апреля 2021 года было упразднено в связи с преобразованием Рамешковского муниципального района в муниципальный округ.

## Географические данные
- Общая площадь: 113,1 км²
- Нахождение: юго-западная часть Рамешковского района
  - Граничило:
    - на севере — с Лихославльским районом, Толмачевское СП
    - на северо-востоке — с СП Высоково
    - на востоке — с СП Застолбье
    - на юге — с СП Кушалино
    - на западе — с Лихославльским районом, Микшинское СП

По территории поселения протекали река Медведица и её приток река Тресна.

## История
В XV—XVII вв. территория поселения относилась к крайней юго-восточной части Бежецкой пятины Новгородской земли и находилась на границе с Тверскими землями.

С XVIII века территория поселения входила:
- в 1708—1727 гг. в Санкт-Петербургскую (Ингерманляндскую 1708—1710 гг.) губернию, Новгородскую провинцию,
- в 1727—1775 гг. в Новгородскую губернию,
- в 1775—1796 гг. в Тверское наместничество, Бежецкий уезд,
- в 1796—1929 гг. в Тверскую губернию, Бежецкий уезд,
- в 1929—1935 гг. в Московскую область, Рамешковский район,
- в 1935—1990 гг. в Калининскую область, Рамешковский район,
  - в 1937—1939 гг. в Калининскую область, Карельский национальный округ,
- с 1990 в Тверскую область, Рамешковский район.

Во второй половине XIX — начале XX века деревни поселения относились к Замытской волости Бежецкого уезда Тверской губернии.
В 1930-40-е годы на территории поселения существовали Погорельский, Тучевский, Карельский (центр — с. Никольское) и Мохнецкий сельсоветы Рамешковского района Калининской области.
Образовано в 2005 году, включило в себя территорию Никольского сельского округа.

## Население
| 2010 | 2011 | 2012 | 2013 | 2014 | 2015 | 2016 |
| ---- | ---- | ---- | ---- | ---- | ---- | ---- |
| 496  | ↘492 | ↗532 | ↗581 | ↗609 | ↘608 | ↘602 |
| 2017 | 2018 | 2019 | 2020 | 2021 |      |      |
| ↘580 | ↘545 | ↘514 | ↘507 | ↗517 |      |      |

По переписи 2002 года — 536 человек, на 01.01.2008 — 503 человека.
Национальный состав: русские и карелы.

## Населённые пункты
На территории поселения находились следующие населённые пункты:
| Тип  | Название       | Население | Население | Население | Население |
| Тип  | Название       | 1859      | 1936      | 1989      | 2002      |
| ---- | -------------- | --------- | --------- | --------- | --------- |
| село | Никольское     | 233       | 416       | 211       | 256       |
| дер. | Григорово      | 179       | 180       | 0         | 0         |
| дер. | Денисово       | 310       | 321       | 41        | 20        |
| дер. | Ильино         | 329       | 340       | 74        | 53        |
| дер. | Константиново  | 386       | 357       | 39        | 17        |
| дер. | Мохнецы        | 165       | 218       | 20        | 15        |
| дер. | Погорелец      | 229       | 303       | 59        | 37        |
| дер. | Слободиха      | 172       | 195       | 13        | 7         |
| дер. | Сырково        | 135       | 246       | 31        | 17        |
| дер. | Тучево         | 293       | 292       | 54        | 28        |
| дер. | Филиха         | 172       | 154       | 33        | 24        |
| дер. | Шеломец        | 207       | 346       | 66        | 45        |
| дер. | Язвица         | 98        | 150       | 31        | 17        |
| дер. | Тюрево-Ловцово | 88        |           | 0         | 0         |

## Экономика
С 1965 по 1996 год на территории поселения основным хозяйством был совхоз «Тучевский».